# Замбия на летних Олимпийских играх 2000
Замбия принимала участие в Летних Олимпийских играх 2000 года в Сиднее (Австралия) в девятый раз за свою историю, но не завоевала ни одной медали.

## Состав олимпийской сборной Замбии

### Плавание
Спортсменов — 1
В следующий раунд на каждой дистанции проходили лучшие спортсмены по времени, независимо от места занятого в своём заплыве.
Женщины
| Спортсменка | Соревнование      | Предварительные заплывы | Предварительные заплывы | Полуфиналы | Полуфиналы | Финал     | Финал     |
| Спортсменка | Соревнование      | Результат               | Место                   | Результат  | Место      | Результат | Место     |
| ----------- | ----------------- | ----------------------- | ----------------------- | ---------- | ---------- | --------- | --------- |
| Эллен Хайт  | 100 м баттерфляем | 1:09,34                 | 47                      | Не прошла  | Не прошла  | Не прошла | Не прошла |